# La Jumellière
La Jumellière est une ancienne commune française située dans le département de Maine-et-Loire, en région Pays de la Loire.
Le 15 décembre 2015, elle est devenue une commune déléguée au sein de la commune nouvelle de Chemillé-en-Anjou.
Elle se situe dans l'appellation viticole du coteaux-du-layon (AOC).

## Géographie

### Localisation
Cette localité rurale de l’ouest de la France se situe dans les Mauges, sur la route D 961 qui va de Chalonnes-sur-Loire à Chemillé.

Les Mauges sont un territoire du Maine-et-Loire situés à l'extrême sud-est du Massif armoricain, et délimités au nord par la Loire (fleuve) et à l'est par le Layon (rivière).

### Topographie
Sa superficie est de plus de 29 km2 (2 909 ha) et son altitude varie de 20 à 104 mètres.

### Hydrographie
Les cours d'eau Le Jeu et l'Oyon traversent le village. Cette région bénéficie de la douceur du climat angevin favorable à la culture.
Une partie de la vallée du Jeu est classée en zone naturelle d'intérêt écologique, floristique et faunistique. Cette zone concerne notamment la commune de La Jumellière.

## Toponymie et héraldique

### Toponymie
Nom des habitants (gentilé) : Jumellinois, Jumellinoise.

### Héraldique
| Blason de La Jumellière | Blason  | D'argent à trois fasces d'azur, à la croix ancrée de gueules brochante. |
| Blason de La Jumellière | Détails | Le statut officiel du blason reste à déterminer.                        |

## Histoire
Le nom du village vient des deux petites vallées jumelles qui l'entourent : la vallée de l'Oyon, avec ses coteaux, et la vallée du Jeu.
Au Moyen Âge existait un château féodal qui appartenait à la famille de La Jumellière. La dernière héritière épousa vers 1330 Louis de Beaupréau, auquel le domaine fut rattaché.
Le bourg a presque entièrement brûlé à la Révolution. Les guerres de Vendée ont ravagé la région. Les colonnes infernales du général Cordellier brûlent l'église et commettent des exactions, avec des exécutions de masse. Le village a été reconstruit par la suite.
Au XIXe siècle le courant néo-gothique est présent dans le château de Faultrière.
Les comtes de Maillé ont reconstruit l'église en néo-gothique, l'école. La famille de Maillé, les familles princières de Plaisance et de Polignac sont attachées à ce village.
Sous le Second Empire, le château médiéval est abandonné ainsi que le logis XVIIe. Le comte de Maillé, Armand-Urbain, fait construire le château de la Jumellière par l'architecte Henri Parent ; édifice néo-classique en brique et pierre. L'édifice est ensuite complété par plusieurs dépendances, puis par un parc à l'anglaise créé par Henri Duchêne.
En 2014, un projet de fusion de l'ensemble des communes de l'intercommunalité se dessine. Le 2 juillet 2015, les conseils municipaux de l'ensemble des communes du territoire communautaire votent la création d'une commune nouvelle. Elle est créée le 15 décembre 2015 sous le nom de « Chemillé-en-Anjou », et regroupe les 13 communes de l'ancienne communauté de communes de la région de Chemillé, dont La Jumellière, qui en devient une commune déléguée.

## Politique et administration

### Administration municipale

#### Administration actuelle
Depuis le 15 décembre 2015, La Jumellière constitue une commune déléguée au sein de la commune nouvelle de Chemillé-en-Anjou et dispose d'un maire délégué.
| Période                                  | Période  | Identité       | Étiquette | Qualité |
| ---------------------------------------- | -------- | -------------- | --------- | ------- |
| 15 décembre 2015                         | mai 2020 | Bruno Bourcier |           |         |
| mai 2020                                 | En cours | Odile Tijou    |           |         |
| Les données manquantes sont à compléter. |          |                |           |         |

#### Administration ancienne
Municipalité en 1793, La Jumellière.
| Période                                  | Période          | Identité                                  | Étiquette       | Qualité                                                                       |
| ---------------------------------------- | ---------------- | ----------------------------------------- | --------------- | ----------------------------------------------------------------------------- |
| 1871                                     | 1903             | Armand-Urbain de Maillé de La Tour-Landry |                 | Châtelain Député puis sénateur de Maine-et-Loire Président du Conseil général |
| 1903                                     | 1907             | Louis de Maillé de La Tour-Landry         | Action libérale | 2e duc de Plaisance Conseiller général Député de Maine-et-Loire               |
| 1907                                     | 1919             | Comte François de Maillé                  |                 |                                                                               |
| 1919                                     | 1965             | Prince François de Polignac               |                 |                                                                               |
| 1965                                     | 1971             | Prince Hubert de Polignac                 |                 |                                                                               |
| 1971                                     | 1987             | Fernand Sécher                            |                 |                                                                               |
| 1987                                     | 1995             | Joseph Esnault                            |                 |                                                                               |
| 1995                                     |                  | Marguerite Bréhéret                       |                 |                                                                               |
| mars 2008                                | 14 décembre 2015 | Bruno Bourcier                            |                 |                                                                               |
| Les données manquantes sont à compléter. |                  |                                           |                 |                                                                               |

### Ancienne situation administrative
La commune était membre de la communauté de communes de la région de Chemillé. Cette structure intercommunale regroupe douze communes dont La Jumellière et Saint-Lézin. La communauté de communes est membre du syndicat mixte Pays des Mauges, structure administrative d'aménagement du territoire, regroupant sept communautés de communes : Bocage, Champtoceaux, Montrevault, Saint-Florent-le-Vieil, Centre-Mauges, région de Chemillé et Moine-et-Sèvre. La communauté de communes cesse d'exister le 15 décembre 2015 et ses compétences sont transférées à la commune nouvelle de Chemillé-en-Anjou.
La Jumellière fait partie du canton de Chemillé-Melay et de l'arrondissement de Cholet.

## Population et société

### Évolution démographique
L'évolution du nombre d'habitants est connue à travers les recensements de la population effectués dans la commune depuis 1793. À partir du 1er janvier 2009, les populations légales des communes sont publiées annuellement dans le cadre d'un recensement qui repose désormais sur une collecte d'information annuelle, concernant successivement tous les territoires communaux au cours d'une période de cinq ans. 
Pour les communes de moins de 10 000 habitants, une enquête de recensement portant sur toute la population est réalisée tous les cinq ans, les populations légales des années intermédiaires étant quant à elles estimées par interpolation ou extrapolation. Pour la commune, le premier recensement exhaustif entrant dans le cadre du nouveau dispositif a été réalisé en 2007,.
En 2013, la commune comptait 1 419 habitants, en évolution de +9,15 % par rapport à 2008 (Maine-et-Loire : +3,3 %, France hors Mayotte : +2,49 %).
| 1793  | 1800  | 1806  | 1821  | 1831  | 1836  | 1841  | 1846  | 1851  |
| ----- | ----- | ----- | ----- | ----- | ----- | ----- | ----- | ----- |
| 1 630 | 1 163 | 1 437 | 1 519 | 1 522 | 1 497 | 1 500 | 1 584 | 1 625 |

| 1856  | 1861  | 1866  | 1872  | 1876  | 1881  | 1886  | 1891  | 1896  |
| ----- | ----- | ----- | ----- | ----- | ----- | ----- | ----- | ----- |
| 1 673 | 1 735 | 1 755 | 1 581 | 1 484 | 1 404 | 1 493 | 1 409 | 1 358 |

| 1901  | 1906  | 1911  | 1921  | 1926  | 1931  | 1936  | 1946  | 1954  |
| ----- | ----- | ----- | ----- | ----- | ----- | ----- | ----- | ----- |
| 1 363 | 1 355 | 1 296 | 1 181 | 1 231 | 1 208 | 1 149 | 1 163 | 1 096 |

| 1962  | 1968  | 1975 | 1982 | 1990  | 1999  | 2007  | 2012  | 2013  |
| ----- | ----- | ---- | ---- | ----- | ----- | ----- | ----- | ----- |
| 1 126 | 1 110 | 987  | 967  | 1 014 | 1 063 | 1 284 | 1 386 | 1 419 |

### Pyramide des âges
La population de la commune est relativement jeune. Le taux de personnes d'un âge supérieur à 60 ans (20,8 %) est en effet inférieur au taux national (21,6 %) et au taux départemental (21 %). Contrairement aux répartitions nationale et départementale, la population masculine de la commune est supérieure à la population féminine (50,5 % contre 48,4 % au niveau national et 48,6 % au niveau départemental).
| Hommes | Classe d’âge | Femmes |
| ------ | ------------ | ------ |
| 0,6    | 90 ans ou +  | 1,4    |
| 5,9    | 75 à 89 ans  | 9,9    |
| 11,7   | 60 à 74 ans  | 12,1   |
| 16,8   | 45 à 59 ans  | 16,0   |
| 25,2   | 30 à 44 ans  | 20,6   |
| 17,7   | 15 à 29 ans  | 17,1   |
| 22,1   | 0 à 14 ans   | 22,8   |

| Hommes | Classe d’âge | Femmes |
| ------ | ------------ | ------ |
| 0,4    | 90 ans ou +  | 1,2    |
| 6,3    | 75 à 89 ans  | 9,2    |
| 11,8   | 60 à 74 ans  | 13,0   |
| 19,9   | 45 à 59 ans  | 19,4   |
| 20,6   | 30 à 44 ans  | 19,5   |
| 20,3   | 15 à 29 ans  | 19,1   |
| 20,6   | 0 à 14 ans   | 18,6   |

### Vie locale
Infrastructures présentes sur le territoire de La Jumellière : école (Arc en Ciel), agence postale, commerces, bibliothèque, etc.
Manifestations locales : séances de variétés organisées par la troupe théâtrale et le foyer des jeunes, et fête du cochon en août.

## Économie

### Tissu économique
Sur 117 établissements présents sur la commune à fin 2010, 39 % relevaient du secteur de l'agriculture (pour une moyenne de 17 % sur le département), 9 % du secteur de l'industrie, 10 % du secteur de la construction, 37 % de celui du commerce et des services et 5 % du secteur de l'administration et de la santé.
En 2008, sur les 101 établissements présents, 44 % relevaient du secteur de l'agriculture et 32 % de celui du commerce et des services

### Viticulture
La commune se situe dans l'aire d'appellation viticole du Coteaux-du-Layon (AOC). Vingt-sept communes du département, bordant la rivière du Layon, constituent l'aire géographique de l'appellation d'origine contrôlée Coteaux du Layon.

## Culture locale et patrimoine

### Lieux et monuments
- Château des Buhards, du milieu du XIXe siècle[23].
- Château de la Jumellière du XIXe, et parc[5],[24].
- Château de la Fautrière, XIXe siècle, néo-gothique.
- Vallée du Jeu, vallée de l'Oyon.

### Personnalités liées à la commune
- Basile Horeau, (1737-1830), né à La Jumellière, homme d'Église.
- Frédéric-Joseph de Cacqueray (1771-1845), militaire et homme politique royaliste, maire de La Jumellière pendant vingt ans, député de Beaupréau de 1828 à 1830[25],[26].
- Armand-Urbain de Maillé de La Tour-Landry (1er juillet 1816 Paris-10 juin 1903 Paris), comte de La Jumellière dit le « comte de Maillé », homme politique français du XIXe siècle. Marié avec Jeanne Lebrun de Plaisance (Paris 1835-La Jumellière 1920).
- Louis de Maillé de La Tour-Landry (1860-1907), conseiller général, puis député à la Chambre.
- Augustin-Félix de La Grandière (1849-1935), conseiller général du canton de Briec (Finistère), châtelain de La Fautrière.
- Henri de Pimodan (1911-1945), né à La Jumellière, officier de marine, résistant, mort en déportation.
- Pierre Curillon, sculpteur originaire de Tournus (Saône-et-Loire), mort le 2 mars 1954 et enterré à La Jumellière.
- François-Constant Uzureau (1866-1948), prêtre catholique, historien spécialiste de la guerre de Vendée, né le 31 octobre 1866 à La Jumellière.